# オレグ・ボイコ
オレグ・ボイコ（ウクライナ語: Олег Бойко、1980年3月25日 - ）は、ウクライナハルキウ出身の男性フィギュアスケート選手。2002年ソルトレイクシティオリンピック、2006年トリノオリンピックアイスダンスウクライナ代表。パートナーはユリア・ゴロヴィナ、ナタリー・ボスなど。

## 経歴
ハルキウに生まれ、4歳のときにスケートを始めた。11歳のときにアイスダンス選手となりクリスチーナ・コバラゼとカップルを結成。1996-1997年シーズンの世界ジュニア選手権に初出場し15位。翌1997-1998年シーズンからISUジュニアグランプリに参戦し、JGPウクライナ記念、JGPチェコスケートで優勝、JGPファイナルで3位、1999年世界ジュニア選手権では4位入賞となるなど頭角を現したが、1999-2000年シーズン終了後に解散。新たにユリア・ゴロヴィナとカップルを結成した。
2001-2002年シーズン、ISUジュニアグランプリのJGPチェコスケートで優勝、シニアクラスのオンドレイネペラメモリアルでも優勝を果たす。ウクライナ選手権では2位となり、ソルトレイクシティオリンピックウクライナ代表に選出された。ソルトレイクシティオリンピックでは21位に終わる。翌2002-2003年シーズンからISUグランプリシリーズに参戦し、世界選手権にも出場。2005年冬季ユニバーシアード競技大会では2位となったものの、世界選手権での最高位は21位に留まった。2度目のオリンピックとなった2006年トリノオリンピックでは、23位に終わる。シーズン直後にユリア・ゴロヴィナとのカップルを解散、ナタリー・ボスとカップルを新たに結成してアメリカで活動を始めた。

## 主な戦績
- 戦績はユリア・ゴロヴィナとのカップル時。

| 大会/年            | 2001-02 | 2002-03 | 2003-04 | 2004-05 | 2005-06 |
| ------------------ | ------- | ------- | ------- | ------- | ------- |
| オリンピック       | 21      |         |         |         | 23      |
| 世界選手権         |         | 22      | 21      | 21      |         |
| 欧州選手権         | 18      | 15      | 15      | 16      | 17      |
| ウクライナ選手権   | 2       | 1       | 2       | 2       | 2       |
| GPスケートアメリカ |         |         | 8       | 6       | 12      |
| GP中国杯           |         |         |         |         | 8       |
| GPNHK杯            |         |         | 9       | 7       |         |
| GPロシア杯         |         | 8       |         |         |         |
| ユニバーシアード   |         |         |         | 2       |         |
| ゴールデンスピン   | 6       | 1       |         |         |         |
| ネペラメモリアル   | 1       | 1       |         |         |         |
| JGPハーグ          | 2       |         |         |         |         |
| JGPチェコスケート  | 1       |         |         |         |         |

### 詳細
| 2005-2006 シーズン  |                                                                  |          |          |          |           |
| 開催日              | 大会名                                                           | CD       | OD       | FD       | 結果      |
| 2006年2月10日-26日  | トリノオリンピック（トリノ）                                     | 23 23.88 | 24 39.92 | 23 64.69 | 23 128.49 |
| 2006年1月16日-22日  | 2006年ヨーロッパフィギュアスケート選手権（リヨン）               | 15 24.53 | 16 41.42 | 17 69.92 | 17 135.87 |
| 2005年11月3日-6日   | ISUグランプリシリーズ 中国杯（北京）                             | 8 26.03  | 8 41.71  | 8 66.47  | 8 134.21  |
| 2005年10月20日-23日 | ISUグランプリシリーズ スケートアメリカ（アトランティックシティ） | 8 24.77  | 10 39.67 | 12 57.29 | 12 121.73 |

| 2004-2005 シーズン  |                                                        |          |          |          |           |
| 開催日              | 大会名                                                 | CD       | OD       | FD       | 結果      |
| 2005年3月14日-20日  | 2005年世界フィギュアスケート選手権（モスクワ）         | 23 25.24 | 21 41.57 | 21 70.56 | 21 137.37 |
| 2005年1月25日-30日  | 2005年ヨーロッパフィギュアスケート選手権（トリノ）     | 18 26.13 | 18 40.05 | 15 70.28 | 16 136.46 |
| 2004年11月4日-7日   | ISUグランプリシリーズ NHK杯（名古屋）                  | 8 26.63  | 6 44.48  | 7 76.04  | 7 147.15  |
| 2004年10月21日-24日 | ISUグランプリシリーズ スケートアメリカ（ピッツバーグ） | 7 27.08  | 6 42.81  | 7 74.03  | 6 143.92  |

| 2003-2004 シーズン  |                                                        |          |          |         |          |
| 開催日              | 大会名                                                 | CD       | OD       | FD      | 結果     |
| 2004年3月22日-28日  | 2004年世界フィギュアスケート選手権（ドルトムント）     | 11       | 22       | 21      | 21       |
| 2004年2月2日-8日    | 2004年ヨーロッパフィギュアスケート選手権（ブダペスト） | 13       | 16       | 14      | 15       |
| 2003年11月27日-30日 | ISUグランプリシリーズ NHK杯（旭川）                    | 11 24.13 | 10 36.67 | 9 69.03 | 9 129.83 |
| 2003年10月23日-26日 | ISUグランプリシリーズ スケートアメリカ（レディング）   | 8 27.88  | 8 41.15  | 9 62.73 | 8 131.76 |

| 2002-2003 シーズン  |                                                      |    |    |    |      |
| 開催日              | 大会名                                               | CD | OD | FD | 結果 |
| 2003年3月24日-30日  | 2003年世界フィギュアスケート選手権（ワシントンD.C.） | 10 | 21 | 23 | 22   |
| 2003年1月20日-26日  | 2003年ヨーロッパフィギュアスケート選手権（マルメ）   | 15 | 15 | 15 | 15   |
| 2002年11月22日-24日 | ISUグランプリシリーズ ロシア杯（モスクワ）           | 8  | 8  | 8  | 8    |
| 2002年11月6日-10日  | 2002年ゴールデンスピン（ザグレブ）                   | 1  | 1  | 1  | 1    |
| 2002年9月26日-29日  | 2002年オンドレイネペラメモリアル（ブラチスラヴァ）   | 2  | 2  | 1  | 1    |